# CAR Development 2008
Il Castel Beer Trophy è un torneo di rugby a 15 riservato a nazionali africane e sponsorizzato dalla Castel Beer. È organizzato dalla Confédération Africaine de Rugby e noto anche come "CAR Super 16". Il torneo è riservato alle squadre di secondo livello del rugby africano l'edizione 2008 ha visto le squadre divise in tre zone (Nord, centro e Sud)
Vincitori sono stati Reunion, Ruanda e Niger

## Zona Nord

### Gruppo A
| Accra 23 giugno 2008 | Ghana | 17 – 8 | Ciad |  |

| Accra 25 giugno 2008 | Burkina Faso | 25 – 6 | Ciad |  |

| Accra 27 giugno 2008 | Burkina Faso | 9 – 8 | Ghana |  |

|  | Squadra      | G | V | N | P | P+ | P- | diff. | PT |
|  | ------------ | - | - | - | - | -- | -- | ----- | -- |
|  | Burkina Faso | 2 | 2 | 0 | 0 | 34 | 14 | +20   | 4  |
|  | Ghana        | 2 | 1 | 0 | 1 | 25 | 17 | +8    | 2  |
|  | Ciad         | 2 | 0 | 0 | 2 | 14 | 42 | -28   | 0  |

### Gruppo B
| Accra 23 giugno 2008 | Togo | 3 – 0 | Mali |  |

| Accra 25 giugno 2008 | Niger | 19 – 3 | Togo |  |

| Accra 27 giugno 2008 | Niger | 3 – 3 | Mali |  |

|  | Squadra | G | V | N | P | P+ | P- | diff. | PT |
|  | ------- | - | - | - | - | -- | -- | ----- | -- |
|  | Niger   | 2 | 1 | 1 | 0 | 22 | 6  | +16   | 3  |
|  | Togo    | 2 | 1 | 0 | 1 | 6  | 19 | -13   | 2  |
|  | Mali    | 2 | 0 | 1 | 1 | 3  | 6  | -3    | 0  |

### Finale 5-6 Posto
| Accra 29 giugno 2008 | Ciad | 10 – 0 | Mali |  |

### Finale 3-4 Posto
| Accra 29 giugno 2008 | Ghana | 27 – 6 | Togo |  |

### Finale 1-2 Posto
| Accra 29 giugno 2008 | Niger | 16 – 3 | Burkina Faso |  |

## Zona centro
Forfait del Congo.
| Bujumbura 11 maggio 2008 | Ruanda | 7 – 5 | Burundi |  |

## Zona Sud
| Curepipe 1º luglio 2008 | La Riunione | 25 – 16 | Tanzania |  |

| Curepipe 1º luglio 2008 | Mauritius | 33 – 6 | Mayotte |  |

| Curepipe 3 luglio 2008 | Tanzania | 32 – 14 | Mayotte |  |

| Curepipe 3 luglio 2008 | La Riunione | 10 – 3 | Mauritius |  |

| Curepipe 5 luglio 2008 | La Riunione | 90 – 0 | Mayotte |  |

| Curepipe 5 luglio 2008 | Mauritius | 22 – 17 | Tanzania |  |

|  | Squadra     | G | V | N | P | P+  | P-  | diff. | PT |
|  | ----------- | - | - | - | - | --- | --- | ----- | -- |
|  | La Riunione | 3 | 3 | 0 | 0 | 125 | 19  | +106  | 6  |
|  | Mauritius   | 3 | 2 | 0 | 1 | 58  | 33  | +25   | 4  |
|  | Tanzania    | 3 | 1 | 0 | 2 | 65  | 61  | +4    | 2  |
|  | Mayotte     | 3 | 0 | 0 | 3 | 20  | 155 | -135  | 0  |